# 傑森·格雷-史丹佛
傑森·格雷-史丹佛（Jason Gray-Stanford，1970年5月19日—）是加拿大的一位演員和配音演員。他最著名的作品是在電視劇《神探阿蒙》中飾演Randy Disher角色。另有在医学电视剧周一清晨中饰演医院律师斯科特·亨德森。